# Gajim
Gajim è un client di instant messaging open source multipiattaforma per il protocollo XMPP che usa le toolkit GTK+.
Il nome Gajim è un acronimo ricorsivo per Gajim's a jabber instant messenger.
Gajim può essere utilizzato su piattaforme Linux, BSD e Microsoft Windows.
È distribuito sotto i termini della GNU General Public License, Gajim è un software libero.

## Missione
L'obiettivo del progetto di Gajim è di fornire un client XMPP facile da usare per gli utenti GTK+. Gajim non richiede GNOME come desktop environment per poter funzionare, ma funziona bene con esso.

## Caratteristiche
- Finestre di chat a schede

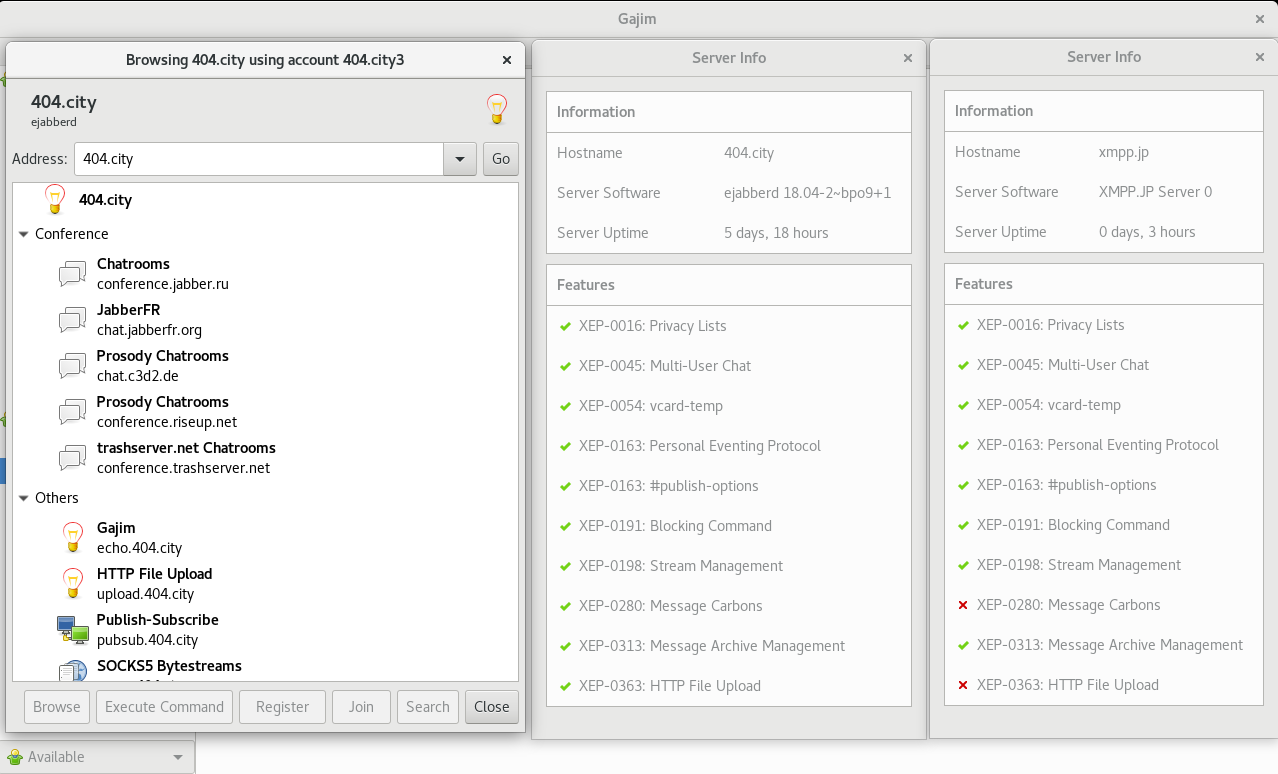
Gajim sreenshot. Discover services. Server info https://xmpp.jp/ and https://404.city/

- Supporto a chat di gruppo (con protocollo MUC)
- Emoticon, avatar, trasferimento di file, URL grabber, segnalibri
- Icona nel vassoio di sistema, correzione ortografica, cronologia
- TLS e supporto a OpenPGP (quest'ultimo non disponibile per Windows),[1] incluso il supporto a SSL
- Supporto alla registrazione ai trasporti
- Scoperta di servizi inclusi i nodi, ricerca utente
- Possibilità di effettuare ricerche su Wikipedia, dizionari e motori di ricerca
- Supporto ad account multipli
- Supporto D-Bus
- Console XML
- Supporto HTTP file upload
- Supporto OMEMO

Gajim è disponibile nelle seguenti lingue:
- basco
- bielorusso
- brasiliano
- bulgaro
- cinese semplificato
- croato
- ceco
- danese
- inglese
- esperanto
- francese
- galiziano
- tedesco
- italiano
- lituano
- norvegese bokmål
- polacco
- russo
- serbo
- spagnolo
- slovacco
- svedese